# 親子酒
『親子酒』（おやこざけ）は、古典落語の演目。
酒に酔った父子の口喧嘩が主な内容である。
原話は上方の初代露の五郎兵衛が宝永4年（1707年）に出版した笑話本『露休置土産』第2巻所収の「親子共に上戸」。寛延4年（1751年）の漢文体笑話本『開口新話』や安永2年（1773年）の江戸小咄本『坐笑産（ざしょうみやげ）』の「親子生酔」にも同じ題材が見え、喜久亭寿暁の演目集『滑稽集』には「（おやじむ）すこ生酔 廻ル家ヲ何ニする者」との演題がある。
もともと短い噺なので、かつては一席噺として演じられることは少なく、酒の噺のマクラや、オムニバスの一編として使われていた。上方落語の演出では息子が酔っ払ってうどん屋などに絡んだ挙句、帰宅して父親のやり取りになる（前半部は『うどん屋』で演じる）。

## あらすじ
ある商家に、ともに酒好きな大旦那と若旦那の親子がいた。父親である大旦那は息子の酒癖が悪いことを心配し、二人で禁酒をしようと持ちかけ、息子も承知する。しかし、他に楽しみのない大旦那は酒が恋しくて仕方がなくなる。
息子が出かけていたある晩、父親は女房に頼み込んで酒を出させ、したたかに酔ってしまう。そこに息子が帰ってくるが息子も同様に酔っていた。父親が「なぜ酔っているんだ」と問うと、出入り先の旦那に相手をさせられたと言い、「酒は止められませんね」などと言う。
怒った父親が女房に向かって「こいつの顔はさっきからいくつにも見える。こんな化け物に身代は渡せない」と言うと息子が「俺だってこんなぐるぐる回る家は要りません」。